# دانيال لونغ
دانيال لونغ (بالرومانية: Daniel Lung)‏ هو لاعب كرة قدم روماني في مركز قلب الدفاع، ولد في 3 أكتوبر 1987 في ساتو ماري في رومانيا. لعب مع رابيد بوخارست وستيودينتيسك بوخارست وسي إس باندوري تارغو جيو وكونكورديا كياجنا.

## وصلات خارجية
- دانيال لونغ على موقع قاعدة بيانات كرة القدم.إي يو (الإنجليزية)
- دانيال لونغ على موقع Soccerway.com (الإنجليزية)
- دانيال لونغ على موقع عالم كرة القدم.نت (الإنجليزية)